# Seadrill

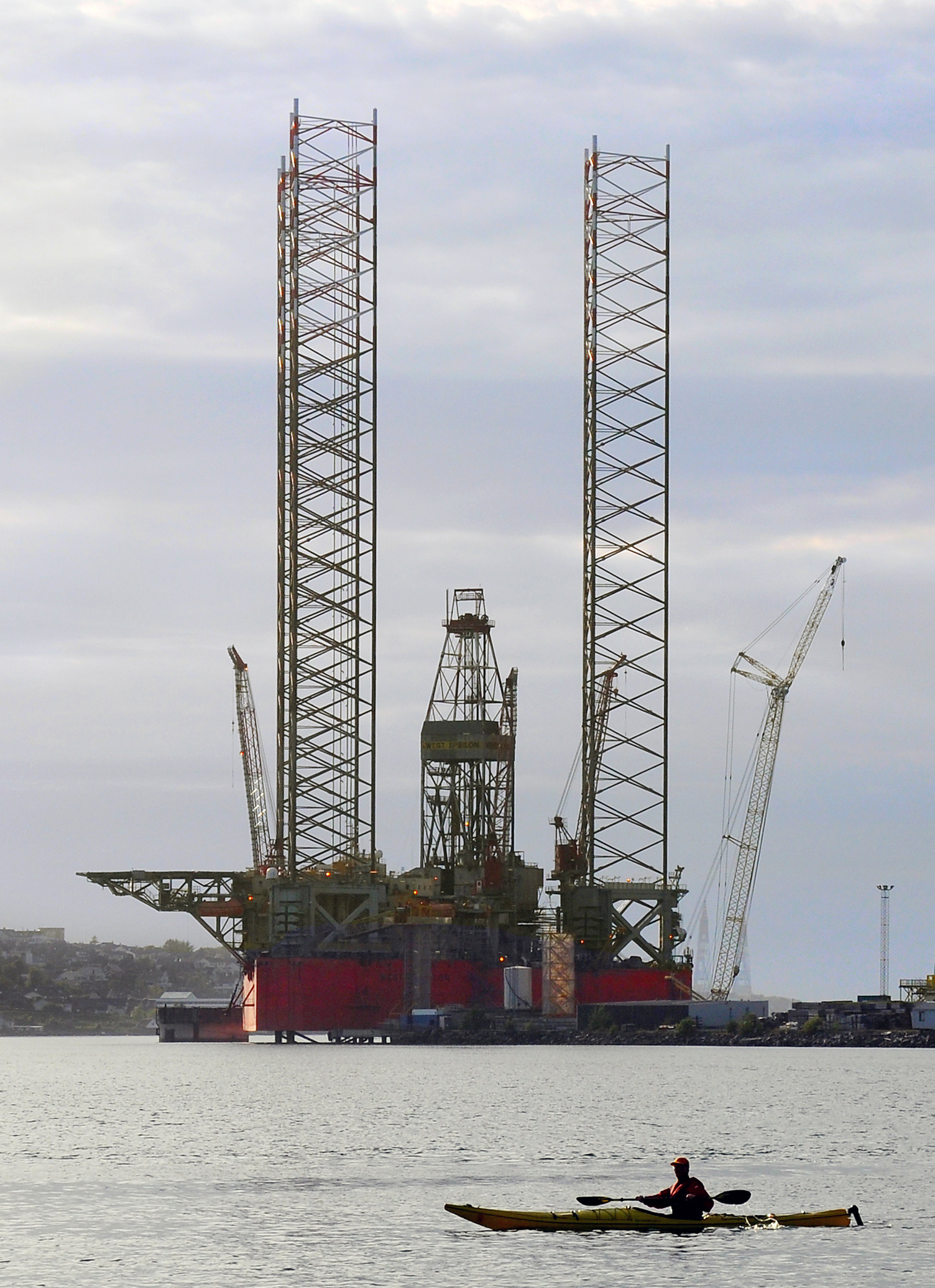
Die Hub-Bohrplattform Seadrill West Epsilon

Seadrill Limited ist ein Unternehmen aus Norwegen mit Firmensitz in Hamilton, Bermuda. Das Unternehmen war an der Osloer Börse im OBX Index gelistet.
Seadrill ist im Erdölfördersektor tätig und betreibt Jack-up-, Halbtaucher-Bohranlagen (Semi-Submersibles) und Bohrschiffe zum Abteufen von Bohrungen auf  Erdöl und Erdgas. Das Unternehmen ist in Brunei, Kongo, Indien, Indonesien, Malaysia, Nigeria, Norwegen, Thailand und im Vereinigten Königreich vor Ort.
John Fredriksen besitzt eine Mehrheitseignerstellung am Unternehmen.
Seadrill wurde im Mai 2005 gegründet und erwarb im Juli 2005 das Bohrschiffe herstellende Unternehmen Odfjell und erlangte im September 2006 eine Kontrollmehrheit an den Unternehmen Smedvig und Eastern Drilling.
Im September 2017 musste Seadrill Insolvenz beantragen. Nach einer Restrukturierung konnte das Insolvenzverfahren im Juli 2018 beendet werden.

## Bohrtürme
(Stand 2006)
| Name                | Typ                     | Klasse                    | Ort        | Kunde                | Baujahr | Konstrukteur        |
| ------------------- | ----------------------- | ------------------------- | ---------- | -------------------- | ------- | ------------------- |
| West Titania        | Jack-up                 |                           | Nigeria    | Afren                | 1981    | Götaverken          |
| West Titania (2014) |                         | F&G JU2000E               |            |                      | 2014    |                     |
| West Larissa        | Jack-up                 |                           | Indonesien | Premier Oil          | 1984    | KFELS               |
| West Janus          | Jack-up                 |                           | Sachalin   | Shell                | 1985    | Rauma-Repola        |
| West Epsilon        | Jack-up                 |                           | Norwegen   | BP                   | 1993    | KFELS               |
| West Alpha          | Halbtaucherschiff       | Dyvi Offshore Ultra Yatzy | Norwegen   | Statoil              | 1986    | NKK                 |
| West Venture        | Halbtaucherschiff       | KMAR CS-45                | Norwegen   | Norsk Hydro          | 2000    | Hitachi             |
| West Navigator      | Bohrschiff verschrottet | Samsung S10000E           | Norwegen   | Shell                | 2000    | Samsung             |
| Crystal Ocean       | FPSO                    |                           | Australien | Anzon Australia      | 1994    | Langstein Slip      |
| Crystal Sea         | FPSO                    |                           | Indien     | Discovery Enterprise | 1999    | Kvaerner Govan      |
| West Pelaut         | Semi Tender             |                           | Brunei     | Shell                | 1994    | FELS                |
| West Menang         | Semi Tender             |                           | Kongo      | Total                | 1999    | Keppel Shipyard     |
| West Alliance       | Semi Tender             |                           | Malaysia   | Shell                | 2001    | Keppel Shipyard     |
| West Setia          | Semi Tender             |                           | Brunei     | Shell                | 2004    | Keppel Shipyard     |
| T3                  | Tender Rig              |                           | Thailand   | ETT                  | 1980    | Robin               |
| T4                  | Tender Rig              |                           | Thailand   | Chevron              | 1981    | Robin               |
| T8                  | Tender Rig              |                           | Kongo      | Total                | 1982    | Marathon LeTourneau |
| T6                  | Tender Rig              |                           | Malaysia   | Carigali             | 1982    | Robin               |
| T7                  | Tender Rig              |                           | Thailand   | Chevron              | 1983    | Robin               |
| Teknik Berkat       | Tender Rig              |                           | Malaysia   | Carigali             | 1990    | Robin               |
| T9                  | Tender Rig              |                           | Malaysia   | ExxonMobil           | 2004    | MSE                 |